# Amyema tristis
Amyema tristis är en tvåhjärtbladig växtart som först beskrevs av Heinrich Zollinger, och fick sitt nu gällande namn av Van Tiegh.. Amyema tristis ingår i släktet Amyema och familjen Loranthaceae. Inga underarter finns listade i Catalogue of Life.